# Ansurio
San Ansurio (también llamado Adurio, Asurio, Assur o Isaurio) (m. 26 de enero de 925) fue un religioso gallego, fue obispo de Orense durante catorce años desde 909 hasta 922 durante los reinados de Alfonso III de Asturias y Ordoño II de León.  En 922, renunció al cargo y se hizo monje en el monasterio de San Esteban de Ribas de Sil, fundado poco antes del que se favoreció. Murió con fama de santidad.
Enterrado en el claustro del monasterio, en el siglo XV fueron trasladados al retablo mayor de la iglesia del monasterio. Su culto consta desde el siglo XIII.